# Cantone di Tiercé
Il Cantone di Tiercé è una divisione amministrativa dell'arrondissement di Angers. e dell'arrondissement di Segré.
A seguito della riforma approvata con decreto del 26 febbraio 2014, che ha avuto attuazione dopo le elezioni dipartimentali del 2015, è passato da 8 a 34 comuni.
Tra il 2015 e il 2016 per effetto di svariate fusioni i comuni sono passati a 27.

## Composizione
Gli 8 comuni facenti parte prima della riforma del 2014 erano:
- Briollay
- Cheffes
- Écuillé
- Feneu
- Montreuil-sur-Loir
- Soucelles
- Soulaire-et-Bourg
- Tiercé

Dopo la riforma del 2015 i comuni appartenenti al cantone sono diventati 34:
- Andigné
- Baracé
- Brain-sur-Longuenée
- Brissarthe
- Chambellay
- Champigné
- Champteussé-sur-Baconne
- Châteauneuf-sur-Sarthe
- Cheffes
- Chemiré-sur-Sarthe
- Chenillé-Changé
- Cherré
- Contigné
- Daumeray
- Durtal
- Étriché
- Gené
- Grez-Neuville
- La Jaille-Yvon
- Juvardeil
- Le Lion-d'Angers
- Marigné
- Miré
- Montigné-lès-Rairies
- Montreuil-sur-Maine
- Morannes
- Pruillé (dal 23-11-2015 fusosi a formare il comune di Longuenée-en-Anjou nel Cantone di Angers-4)
- Querré
- Les Rairies
- Sceaux-d'Anjou
- Sœurdres
- Thorigné-d'Anjou
- Tiercé
- Vern-d'Anjou

Con le numerose fusioni avutesi a cavallo degli anni 2015 e 2016 il numero dei comuni si è ridotto a 27:
- Baracé
- Brissarthe
- Chambellay
- Champigné
- Châteauneuf-sur-Sarthe
- Cheffes
- Chenillé-Champteussé
- Cherré
- Contigné
- Durtal
- Erdre-en-Anjou
- Étriché
- Grez-Neuville
- La Jaille-Yvon
- Juvardeil
- Le Lion-d'Angers
- Marigné
- Miré
- Montigné-lès-Rairies
- Montreuil-sur-Maine
- Morannes sur Sarthe-Daumeray
- Querré
- Les Rairies
- Sceaux-d'Anjou
- Sœurdres
- Thorigné-d'Anjou
- Tiercé